# نیروگاه هسته‌ای شیکا
نیروگاه هسته‌ای شیکا (به لاتین: Shika Nuclear Power Plant) یک نیروگاه هسته‌ای در ژاپن است که در شیکا واقع شده‌است.